# 科凯拉尔
科凯拉尔是巴西米纳斯吉拉斯州的一个市镇。总面积296.556平方公里，总人口9466人，人口密度31.9人/平方公里。